# The Grand Parade
The Grand Parade ist eine Hauptstraße im Südosten von Sydney im Osten des australischen Bundesstaates New South Wales. Sie verbindet die Vororte Sandringham im Süden und Kyeemagh im Norden entlang des Westufers der Botany Bay. In ihrem Mittelteil, von der President Avenue bis zum General Holmes Drive in Brighton-Le-Sands, ist sie als sechsspurige Stadtautobahn Metroad 1 ausgebaut.

## Verlauf
Im nördlichen Teil des Vorortes Sandringham an der Mündung des Georges River bildet The Grand Parade die Fortsetzung der Sandringham Street (S64) nach Norden. Entlang dem Westufer der Botany Bay verbindet die Straße die Orte Sandringham, Ramsgate Beach, Monterey, Brighton-Le-Sands und Kyeemagh. Zwischen Monterey und Brighton-Le-Sands mündet von Westen die President Avenue (Met-1), die dem Princes Highway mit der Küste der Botany Bay verbindet. Dort wird The Grand Parade für ca. 1 km sechsspurig.
In Brighton-Le-Sands führt der General Holmes Drive (Met-1) die Metroad 1 weiter, während The Grand Parade – als Einbahnstraße in Richtung Norden – noch einige Hundert Meter weiter führt und an der Bestic Street in Kyeemagh endet.